# Kerewan
Kerewan  este un oraș  în  diviziunea North Bank, Gambia. Este reședinta diviziunii North Bank.